# Kolcorośl

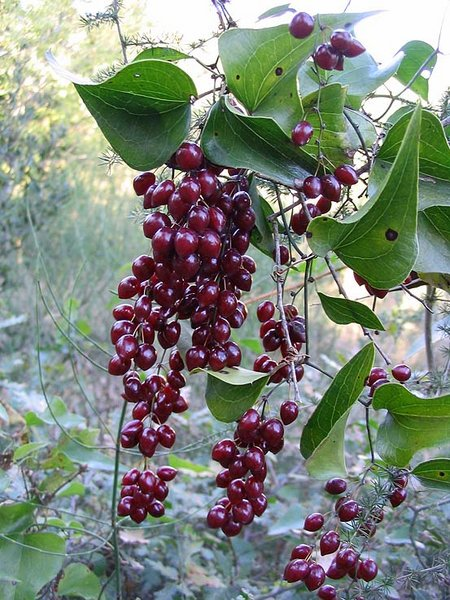
Kolcorośl szorstki

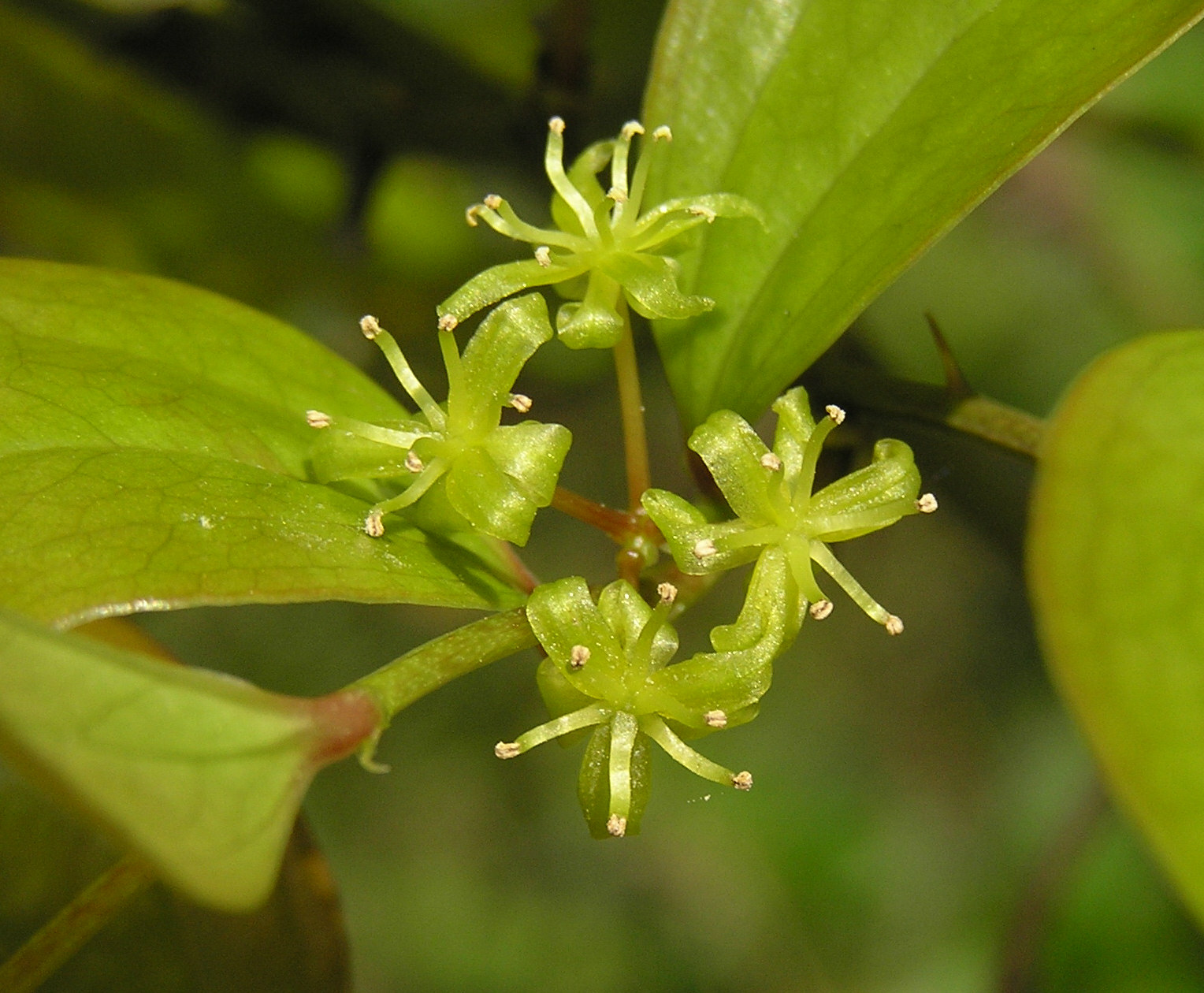
Smilax china

Kolcorośl (Smilax L.) – rodzaj roślin należący do rodziny kolcoroślowatych. Rodzaj obejmuje co najmniej 262 gatunki. Rośliny te występują na wszystkich kontynentach w strefie międzyzwrotnikowej, sięgając stref umiarkowanych na obu półkulach.

## Systematyka

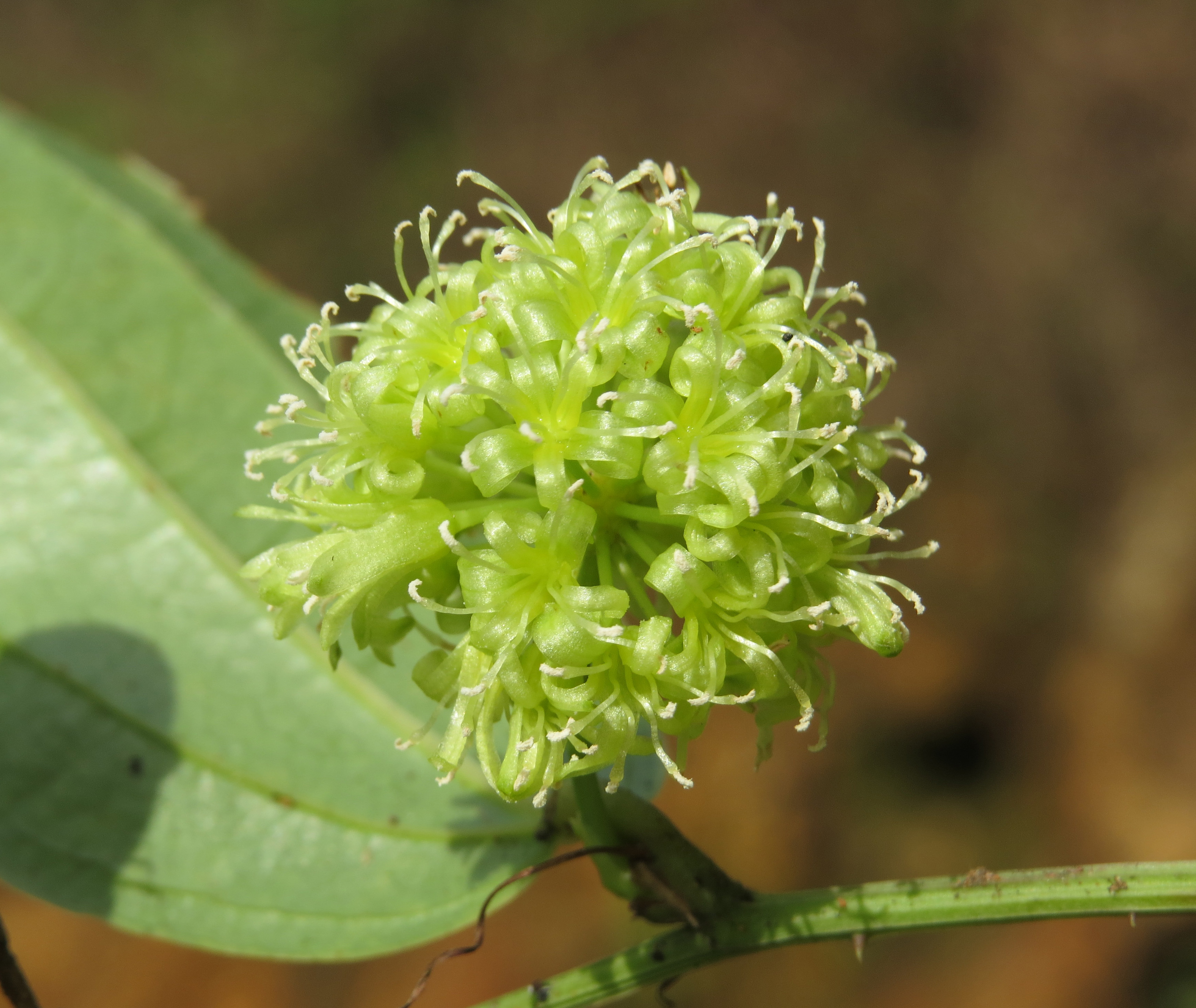
Smilax zeylanica

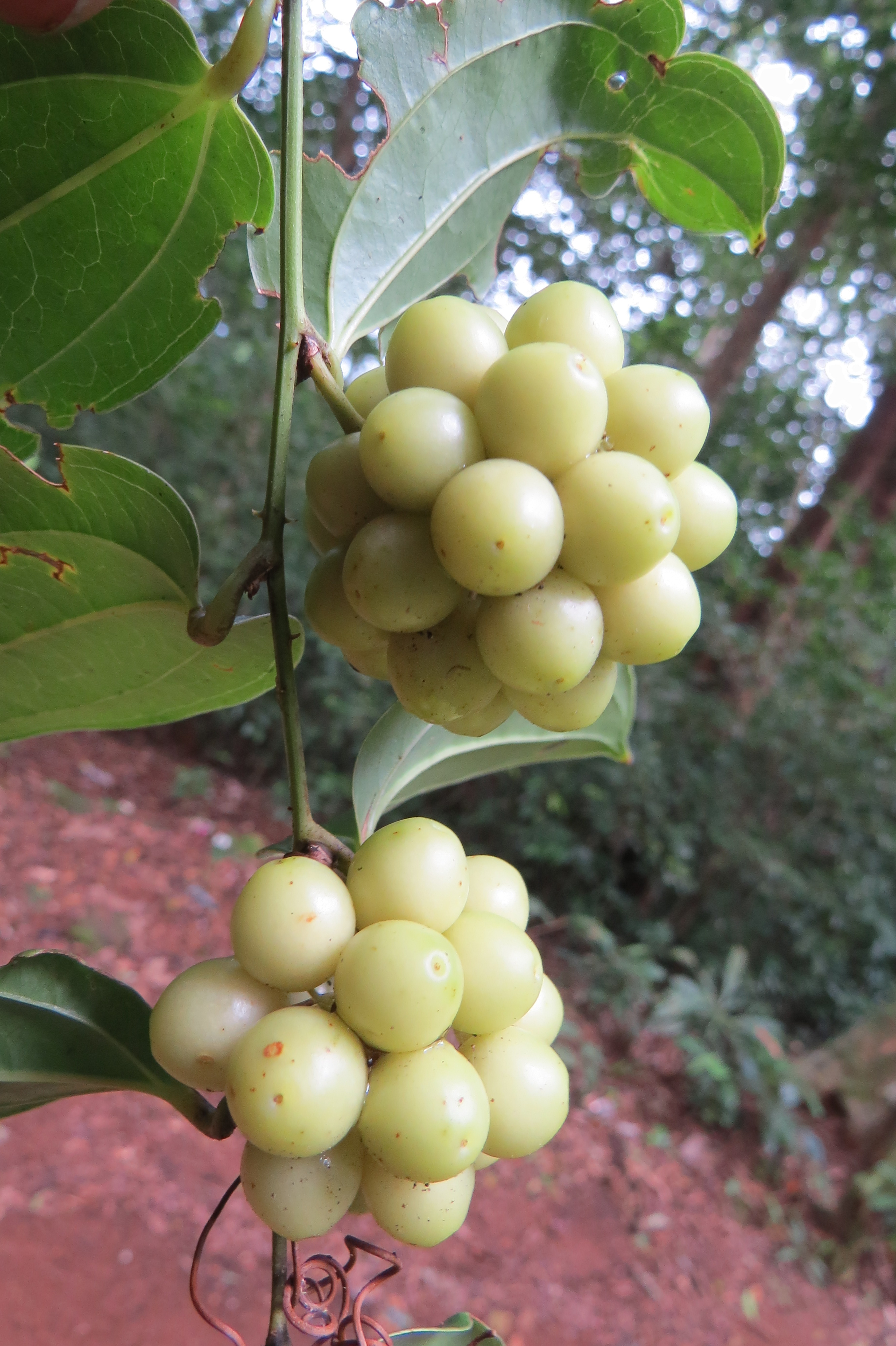
Smilax perfoliata

Pozycja systematyczna według Angiosperm Phylogeny Website (aktualizowany system APG IV z 2016)
Rodzaj zaliczany (także w starszych wersjach systemów APG) do rodziny kolcoroślowatych, będącej kladem siostrzanym dla rodziny liliowatych (Liliaceae) z linii rozwojowej obejmującej także rodziny Philesiaceae i Ripogonaceae, należącej do rzędu liliowców (Liliales) w obrębie jednoliściennych.
Wykaz gatunków
- Smilax aberrans Gagnep.
- Smilax aculeatissima Conran
- Smilax amamiana Z.S.Sun & P.Li
- Smilax amblyobasis K.Krause
- Smilax ampla Warb. ex K.Krause
- Smilax anceps Willd.
- Smilax anguina K.Krause
- Smilax annulata Warb. ex K.Krause
- Smilax aquifolium Ferrufino & Greuter
- Smilax arisanensis Hayata
- Smilax aristolochiifolia Mill.
- Smilax aspera L. – kolcorośl szorstki
- Smilax aspericaulis Wall. ex A.DC.
- Smilax assumptionis A.DC.
- Smilax astrosperma F.T.Wang & Tang
- Smilax auriculata Walter
- Smilax australis R.Br.
- Smilax austrozhejiangensis Q.Lin
- Smilax azorica H.Schaef. & P.Schönfelder
- Smilax bapouensis H.Li
- Smilax basilata F.T.Wang & Tang
- Smilax bauhinioides Kunth
- Smilax bella J.F.Macbr.
- Smilax biflora Siebold ex Miq.
- Smilax biltmoreana (Small) J.B.Norton ex Pennell
- Smilax binchuanensis P.Li & C.X.Fu
- Smilax biumbellata T.Koyama
- Smilax blumei A.DC.
- Smilax bockii Warb.
- Smilax bona-nox L.
- Smilax borneensis A.DC.
- Smilax bracteata C.Presl
- Smilax brasiliensis Spreng.
- Smilax californica (A.DC.) A.Gray
- Smilax calophylla Wall. ex A.DC.
- Smilax cambodiana Gagnep.
- Smilax campestris Griseb.
- Smilax canariensis Willd.
- Smilax canellifolia Mill.
- Smilax celebica Blume
- Smilax chapaensis Gagnep.
- Smilax china L.
- Smilax chinensis (F.T.Wang) P.Li & C.X.Fu
- Smilax chingii F.T.Wang & Tang
- Smilax cinnamomea Desf. ex A.DC.
- Smilax cissoides M.Martens & Galeotti
- Smilax cocculoides Warb.
- Smilax cognata Kunth
- Smilax compta (Killip & C.V.Morton) Ferrufino
- Smilax corbularia Kunth
- Smilax cordato-ovata Rich.
- Smilax cordifolia Humb. & Bonpl. ex Willd.
- Smilax coriacea Spreng.
- Smilax cristalensis Ferrufino & Greuter
- Smilax cuprea Ferrufino & Greuter
- Smilax cuspidata Duhamel
- Smilax darrisii H.Lév.
- Smilax davidiana A.DC.
- Smilax densibarbata F.T.Wang & Tang
- Smilax discotis Warb.
- Smilax domingensis Willd.
- Smilax ecirrhata (Engelm. ex Kunth) S.Watson
- Smilax elastica Griseb.
- Smilax elegans Wall. ex Kunth
- Smilax elegantissima Gagnep.
- Smilax elmeri Merr.
- Smilax elongatoumbellata Hayata
- Smilax emeiensis J.M.Xu
- Smilax erecta Merr.
- Smilax excelsa L.
- Smilax extensa Wall. ex Hook.f.
- Smilax ferox Wall. ex Kunth
- Smilax flavicaulis Rusby
- Smilax fluminensis Steud.
- Smilax fooningensis F.T.Wang & Tang
- Smilax fortunensis Ferrufino & Gómez-Laur.
- Smilax fui Z.C.Qi & P.Li
- Smilax gagnepainii T.Koyama
- Smilax gaudichaudiana Kunth
- Smilax gigantea Merr.
- Smilax gigantocarpa Koord.
- Smilax glabra Roxb.
- Smilax glauca Walter
- Smilax glaucochina Warb.
- Smilax glyciphylla J.White
- Smilax goyazana A.DC.
- Smilax gracilior Ferrufino & Greuter
- Smilax griffithii A.DC.
- Smilax guianensis Vitman
- Smilax guiyangensis C.X.Fu & C.D.Shen
- Smilax havanensis Jacq.
- Smilax hayatae T.Koyama
- Smilax hemsleyana Craib
- Smilax herbacea L.
- Smilax hilariana A.DC.
- Smilax hirtellicaulis C.Y.Wu & C.Chen ex P.Li
- Smilax horridiramula Hayata
- Smilax hugeri (Small) J.B.Norton ex Pennell
- Smilax hypoglauca Benth.
- Smilax ilicifolia Desv.
- Smilax illinoensis Mangaly
- Smilax indosinica T.Koyama
- Smilax inversa T.Koyama
- Smilax irrorata Mart. ex Griseb.
- Smilax jamesii G.A.Wallace
- Smilax japicanga Griseb.
- Smilax javensis A.DC.
- Smilax kaniensis K.Krause
- Smilax keyensis Warb. ex K.Krause
- Smilax kingii Hook.f.
- Smilax klotzschii Kunth
- Smilax korthalsii A.DC.
- Smilax kwangsiensis F.T.Wang & Tang
- Smilax laevis Wall. ex A.DC.
- Smilax lanceifolia Roxb.
- Smilax lappacea Humb. & Bonpl. ex Willd.
- Smilax larvata Griseb.
- Smilax lasioneura Hook.
- Smilax laurifolia L.
- Smilax lebrunii H.Lév.
- Smilax leucophylla Blume
- Smilax ligneoriparia C.X.Fu & P.Li
- Smilax ligustrifolia A.DC.
- Smilax loheri Merr.
- Smilax longiflora (K.Y.Guan & Noltie) P.Li & C.X.Fu
- Smilax longifolia Rich.
- Smilax lucida Merr.
- Smilax luei T.Koyama
- Smilax lunglingensis F.T.Wang & Tang
- Smilax lushuiensis S.C.Chen
- Smilax lutescens Vell.
- Smilax luzonensis C.Presl
- Smilax macrocarpa Blume
- Smilax magnifolia J.F.Macbr.
- Smilax mairei H.Lév.
- Smilax malipoensis S.C.Chen
- Smilax maritima Feay ex Alph.Wood
- Smilax maypurensis Humb. & Bonpl. ex Willd.
- Smilax megacarpa A.DC.
- Smilax megalantha C.H.Wright
- Smilax melanocarpa Ridl.
- Smilax melastomifolia Sm.
- Smilax menispermoidea A.DC.
- Smilax micrandra (T.Koyama) P.Li & C.X.Fu
- Smilax micrantha Blume
- Smilax microdontus Z.S.Sun & C.X.Fu
- Smilax microphylla C.H.Wright
- Smilax minarum A.DC.
- Smilax minutiflora A.DC.
- Smilax modesta A.DC.
- Smilax mollis Humb. & Bonpl. ex Willd.
- Smilax moranensis M.Martens & Galeotti
- Smilax munita S.C.Chen
- Smilax muscosa Toledo
- Smilax myosotiflora A.DC.
- Smilax myrtillus A.DC.
- Smilax nageliana A.DC.
- Smilax nana F.T.Wang
- Smilax nantoensis T.Koyama
- Smilax neocaledonica Schltr.
- Smilax neocyclophylla I.M.Turner
- Smilax nervomarginata Hayata
- Smilax nigrescens F.T.Wang & Tang
- Smilax nipponica Miq.
- Smilax nova-guineensis T.Koyama
- Smilax obliquata Duhamel
- Smilax oblongata Sw.
- Smilax oblongifolia Pohl ex Griseb.
- Smilax ocreata A.DC.
- Smilax odoratissima Blume
- Smilax officinalis Kunth
- Smilax orbiculata Labill.
- Smilax ornata Lem.
- Smilax orthoptera A.DC.
- Smilax outanscianensis Pamp.
- Smilax ovalifolia Roxb. ex D.Don
- Smilax ovatolanceolata T.Koyama
- Smilax pachysandroides T.Koyama
- Smilax paniculata (Gagnep.) P.Li & C.X.Fu
- Smilax papuana Lauterb.
- Smilax perfoliata Lour.
- Smilax pertenuis T.Koyama
- Smilax petelotii T.Koyama
- Smilax pilcomayensis Guagl. & Gattuso
- Smilax pilosa Andreata & Leoni
- Smilax pinfaensis H.Lév. & Vaniot
- Smilax plurifurcata A.DC.
- Smilax poilanei Gagnep.
- Smilax polyacantha Wall. ex Kunth
- Smilax polyandra (Gagnep.) P.Li & C.X.Fu
- Smilax polyantha Griseb.
- Smilax polycolea Warb.
- Smilax populnea Kunth
- Smilax pottingeri Prain
- Smilax prolifera Roxb.
- Smilax pseudochina L.
- Smilax pulverulenta Michx.
- Smilax pumila Walter
- Smilax purhampuy Ruiz
- Smilax purpurata G.Forst.
- Smilax pygmaea Merr.
- Smilax quadrata A.DC.
- Smilax quadrumbellata T.Koyama
- Smilax quinquenervia Vell.
- Smilax remotinervis Hand.-Mazz.
- Smilax retroflexa (F.T.Wang & Tang) S.C.Chen
- Smilax riparia A.DC.
- Smilax rotundifolia L.
- Smilax roxburghiana Wall. ex A.DC.
- Smilax rubromarginata K.Krause
- Smilax rufescens Griseb.
- Smilax sailenii Sarma, Baruah & Borthakur
- Smilax salicifolia Griseb.
- Smilax sanguinea Posada-Ar.
- Smilax santaremensis A.DC.
- Smilax saulensis J.D.Mitch.
- Smilax schomburgkiana Kunth
- Smilax scobinicaulis C.H.Wright
- Smilax sebeana Miq.
- Smilax seisuiensis (Hayata) P.Li & C.X.Fu
- Smilax septemnervia (F.T.Wang & Tang) P.Li & C.X.Fu
- Smilax setiramula F.T.Wang & Tang
- Smilax setosa Miq.
- Smilax sieboldii Miq.
- Smilax silverstonei Botina
- Smilax sinclairii T.Koyama
- Smilax siphilitica Humb. & Bonpl. ex Willd.
- Smilax solanifolia A.DC.
- Smilax spicata Vell.
- Smilax spinosa Mill.
- Smilax spissa Killip & C.V.Morton
- Smilax spruceana A.DC.
- Smilax stans Maxim.
- Smilax stenophylla A.DC.
- Smilax subinermis C.Presl
- Smilax subpubescens A.DC.
- Smilax subsessiliflora Duhamel
- Smilax sumatrensis (A.DC.) P.Li & C.X.Fu
- Smilax synandra Gagnep.
- Smilax talbotiana A.DC.
- Smilax tamnoides L.
- Smilax tetraptera Schltr.
- Smilax timorensis A.DC.
- Smilax tomentosa Kunth
- Smilax trachypoda J.B.Norton
- Smilax trinervula Miq.
- Smilax tsinchengshanensis F.T.Wang
- Smilax tuberculata C.Presl
- Smilax turbans F.T.Wang & Tang
- Smilax utilis C.H.Wright
- Smilax vaginata Decne.
- Smilax vanchingshanensis (F.T.Wang & Tang) F.T.Wang & Tang
- Smilax velutina Killip & C.V.Morton
- Smilax verrucosa Griseb.
- Smilax verticalis Gagnep.
- Smilax vitiensis (Seem.) A.DC.
- Smilax wallichii Kunth
- Smilax walteri Pursh
- Smilax wightii A.DC.
- Smilax williamsii Merr.
- Smilax yunnanensis S.C.Chen
- Smilax zeylanica L.

## Obecność w kulturze i symbolice
Według mitologii greckiej Smilaks (Smilax) była nimfą, ukochaną Krokosa, która została zamieniona w kolcorośl.